# Francine Houben
Francine Houben est une architecte néerlandaise.

## Biographie
Elle est la fondatrice et la directrice créative du cabinet d'architecture Mecanoo.
En 2024, elle est faite Chevalier de l'Ordre du Lion néerlandais.